# Tabata (Dar es Salaam)
Tabata è una circoscrizione urbana (urban ward) della Tanzania situata nel distretto di Ilala, regione di Dar es Salaam. Conta una popolazione di 74 742 abitanti (censimento 2012).